# Luís de França Albuquerque
Luís de França Albuquerque (Viçosa, 9 de maio de 1883 — 1962) foi um Interventor Federal e militar brasileiro. Governou o estado de Alagoas por duas vezes, na ausência do interventor federal.

## Biografia
Filho do Major Luiz Lucas Soares de Albuquerque e D. Luiza de França Albuquerque.
Sentou praça no Exército, em 1903, aspirante (1910), segundo-tenente (1914) e primeiro-tenente (1919). Capitão em novembro de 1930, tendo participado dos movimentos tenentistas da época, bem como da Revolução de 1930. Serviu, depois no 6º Regimento de Infantaria. Interventor interino, de 9 de agosto a 31 de outubro do mesmo ano. Neste período inaugurou a Ginásio Industrial Princesa Isabel. Voltou à interventoria, interinamente, de 25 de outubro de 1932 a 10 de janeiro de 1933. Seguindo sua carreira militar, alcançou os postos de major e tenente-coronel.